# محاريات دماغية
محاريات دماغية (الاسم العلمي: Nuculida)، رتبة محاريات صغيرة تعيش في المياه المالحة ومن الرخويات ذوات الصدفتين البحرية، وطويئفة أماميات الخيشوم.